# کورت جوس
کورت جوس (۱۲ ژانویه ۱۹۰۱ - ۲۲ می ۱۹۷۹) رقصنده باله و طراح رقص مشهور آلمانی بود که باله کلاسیک را با تئاتر درهم آمیخت. به اعتقاد بسیاری او بنیان‌گذار تئاتر-رقص است. وی همین‌طور به خاطر ایجاد چندین کمپانی رقص از جمله تئاتر-رقص فولک‌وانگ در اسن مورد توجه است.
او از جوانی به آواز خواندن، درام و هنرهای تجسمی علاقه داشت. همین‌طور پیانو می‌نواخت و بسیار به عکاسی مشتاق بود. او کارش را در دهه بیست میلادی آغاز کرد و از ۱۹۲۰ تا ۱۹۲۴ در نقش اصلی طراحی رقص رودلف ون لابان (کسی که در هنرهای تجسمی آموزش دیده بود و نظریه رقص را گسترش داد) و زیر نظر او و جنبش اکسپرسیونیستی در رقص، رقصید و مطالعه کرد. او از روایت‌ها و شکل‌های تئاتر مدرن بهره گرفت تا رقص-تئاتر را قابل اجرا کند و بیشتر کار لابان را توسعه می‌داد و روی سیستم خودش ار نمادها کار می‌کرد. یک سال بعد از جدا شدن از لابان، او این شانس را به دست‌آورد که کمپانی رقص خودش را با نام دیه‌نیوتانزبوهن بسازد. این‌جا بود که او فریتز ای کوهن، آهنگساز یهودی که در بسیاری آثار جوس و با مشهورترین قطعاتش، همکاری داشت را ملاقات کرد.